# Das Rätsel der Sandbank
Das Rätsel der Sandbank (Originaltitel: The Riddle of the Sands: A Record of Secret Service) ist ein Roman des irischen Schriftstellers Robert Erskine Childers, der 1903 erschien und als ein Klassiker des frühen Spionageromans gilt.

## Handlung
Der junge Engländer Carruthers wird im Spätsommer 1902 von seinem ehemaligen Studienkollegen Davies zur Entenjagd auf einer Yacht in der deutschen Nordsee eingeladen. Statt einer erwarteten Luxusyacht mit Personal entpuppt sich die Dulcibella jedoch als kleines Boot, das von Davies einhand gesegelt wird. Auch ansonsten geht es Davies offensichtlich nur vordergründig um die Entenjagd in den deutschen Förden. Stattdessen will er mit Carruthers im deutschen Wattenmeer vor den ostfriesischen Inseln in der Nordsee in Eigenregie Karten für die britische Admiralität erstellen. Und dann gibt es da noch den dubiosen Kaufmann Dollmann, der versucht haben soll, Davies umzubringen. Davies vermutet hinter Dollmann einen Engländer in deutschen Diensten, der seiner Enttarnung entgegenwirken will. Carruthers fühlt sich benutzt; durch seine Tätigkeit im Foreign Office hat er Fähigkeiten, deretwegen ihn Davies wohl als Segelkameraden ausgewählt hat. Als Dollmanns Tochter ins Spiel kommt, ist er sich nicht sicher, ob er nur einer Liebesgeschichte aufgesessen ist. Die Geschichte entwickelt sich dann jedoch zu einem Spionageabenteuer, als die beiden Segler einem Invasionsplan des deutschen Militärs auf die Schliche kommen.

## Rezeption und politische Auswirkungen
Childers prophezeit in dem Roman einen Krieg mit dem Deutschen Reich und eine Seeinvasion von Truppen an der britischen Küste. Er konkretisiert als mögliche Invasionsgebiete die seichten Gewässer vor der Küste von Essex zwischen Foulness und Brightlingsea und den Wash, hier speziell East Holland. Die Wirkung des Romans war so stark, dass nach Aussage von Winston Churchill die britische Admiralität Flottenbasen in Invergordon, Firth of Forth und Scapa Flow einrichten ließ. Als der Roman in Deutschland bekannt wurde, veranlasste die Abwehr, dass die Steine, die hinter dem Deich bei Norddeich zum Bau des Deichverteidigungweges lagerten, entfernt wurden, damit die Landungstruppen aus England dahinter keinen Schutz für ihren Angriff auf die Küstenfunkstation Norddeich Radio finden könnten.
Robert Erskine Childers unternahm um die Jahrhundertwende des 19. zum 20. Jahrhundert eine Fahrt durch das deutsche Wattenmeer und kartierte es. Er segelte Wilhelm Niemeyer (Wasserbaurat und Mitarbeiter der Abwehr) mehrfach aus. Wilhelm Niemeyer war als Mitarbeiter der Abwehr auf Childers angesetzt worden, konnte ihn aber nicht festsetzen. Childers schaffte es, in einer Tide, wie er sie im Roman beschrieb, von Norderney bis Wangerooge durchzusegeln.
Nach Leonard Piper inspirierte der Roman die beiden britischen Marineoffiziere Vivian Ronald Brandon und Bernard Fredric Trench, im August 1910 deutsche Befestigungsanlagen auf Borkum und Helgoland zu erkunden. Außerdem besichtigten sie den Kaiser-Wilhelm-Kanal, Amrum und Wangerooge. Hierzu benutzten sie wie im Roman eine Segeljacht. Sie wurden festgenommen und in einem aufsehenerregenden Prozess am 22. Dezember 1910 vom Reichsgericht in Leipzig zu vier Jahren Festungshaft verurteilt, jedoch im Mai 1913 vom Kaiser begnadigt. Sie kehrten nach Großbritannien zurück und dienten weiterhin in der Royal Navy.

## Deutsche Ausgabe
- Das Rätsel der Sandbank. Ein Bericht des Geheimdienstes. Übersetzt von Hubert Deymann. Diogenes Verlag, Zürich 1975, ISBN 3-257-20211-3.

## Rezeption
Sam Llewellyns Roman Tödliches Watt (1999) knüpft an Robert Erskine Childers Das Rätsel der Sandbank von 1903 an und gibt aus moderner Sicht neue Interpretationsmöglichkeiten.

## Verfilmungen
Childers Roman galt, insbesondere durch die schwierigen Außenaufnahmen auf offener See, lange Zeit als unverfilmbar, weshalb man sich erst relativ spät an den Stoff heranwagte:
- 1978 wurde der Roman in Großbritannien von Regisseur Tony Maylam mit Michael York, Jenny Agutter und Simon MacCorkindale in den Hauptrollen verfilmt. Der deutsche Synchrontitel lautet Bei Nacht und Nebel. Die Verfilmung weicht in wesentlichen Teilen erheblich von der Romanvorlage ab. So rammt Kaiser Wilhelm II. persönlich mit einem Dienstboot eine Jacht, auf der sich Dollmann befindet, und bringt diese zum Sinken.
- In Deutschland bekannter ist, auch unter dem Namen Das Rätsel der Sandbank, eine Radio-Bremen-Serie aus dem Jahr 1984, die 1985 in 10 Teilen zu je 50 Minuten im Vorabendprogramm der ARD als Sommerserie ausgestrahlt wurde. Erstmals nach langer Zeit zeigte Eins Festival die Serie wieder im Abendprogramm. Das Ende des Films weicht allerdings völlig von der Romanvorlage ab. Während Dollmann im Roman als zu den Deutschen übergelaufener, ehemaliger britischer Offizier Selbstmord begeht, ist er in der Filmserie ein vom britischen Geheimdienst in die deutschen Militärkreise eingeschleuster Agent und kehrt nach Erfüllung seines Auftrags nach London zurück.
- Während der Dreharbeiten zur Serie wurde ein Fernsehfilm produziert, der am 28. Juli 1987 ausgestrahlt wurde. Dieser ist größtenteils ein Zusammenschnitt der Serienfolgen, einige Szenen wurden aufgrund der sonst falschen Anschlüsse für den Film neu gedreht. Während der Film beim Mitschnitt-Service von Radio Bremen auf Anfrage bestellt werden kann, ist die Serie in einer Box mit vier DVDs seit dem 24. September 2008 erhältlich.

## Hörspiele & Trivia
- In „Prof. van Dusen trifft Kaiser Wilhelm“, Folge 41 der Hörspiel-Reihe Professor van Dusen, wird auf die Fahrt der Dulcibella eingegangen. Der Autor Michael Koser lässt dabei die Herren Carruthers und Davies auf den Professor treffen. Dazu erschien auch ein Comic nach diesem Hörspiel, mit Zeichnungen von Gerd Pircher. Im redaktionellen Teil des Comics wird auf Erskine Childers' Roman hingewiesen.

- Im Jahr 2009 produzierte der WDR eine 54 minütiges Hörspiel auf Basis des Romans[3]